# Obesotoma gigantea
Obesotoma gigantea é uma espécie de gastrópode do gênero Obesotoma, pertencente a família Mangeliidae.